# Tupolev Tu-14
Tupolev Tu-14 (tên ký hiệu NATO: Bosun) (tên mã USAF/DOD: Type 35), là một loại máy bay ném bom hạng nhẹ hai động cơ, bắt nguồn từ mẫu máy bay Tupolev Tu-73, Tu-14 đã thất bại trong cuộc cạnh tranh với Ilyushin Il-28 'Beagle'. Nó được sử dụng như một máy bay ném bom bổ nhào, Tu-14 được trang bị cho các trung đoàn ném ngư lôi bổ nhào của Không quân Hải quân Xô viết, hoạt động trong giai đoạn 1952-1959, và được xuất khẩu cho Trung Quốc.

## Quốc gia sử dụng
Liên Xô
- Không quân Hải quân Xô viết

 Trung Quốc
- Không quân Quân giải phóng nhân dân